# 江夏美好
江夏 美好（えなつ みよし、1923年1月19日 - 1982年7月17日）は、日本の小説家。

## 人物・来歴
岐阜県吉城郡神岡町（現・飛騨市）生まれ。本名・中野美与志。高山高等女学校中退。『文芸首都』同人から、同人誌『東海文学』を主宰。1950年「南海鳥獣店」で新潮文学賞佳作入選、江夏美子の筆名を用い、1963年「脱走記」で直木賞候補、1964年「流離の記」で再度候補となる。1970年『下々の女』で田村俊子賞受賞。口腔がんを患い、闘病生活のなか、1982年7月17日に首を吊って自殺した。享年59。

## 著書
- 『脱走記-南奇兵隊始末』光風社、1963
- 『流離の記』冬樹社 1966
- 『下々の女』河出書房新社 1971 のち文庫
- 『檻の中の女』光風社書店 1971
- 『阿古女のうた』風媒社 1973
- 『もがり笛』風媒社 1975
- 『わたしの飛騨高山』風媒社 1980.12
- 『雪の碑』河出書房新社 1980.11
- 『針千本 私のがん闘病記』河出書房新社 1982.8 のち文庫